# Luigi Tarantino
Luigi Tarantino (Nápoles, 10 de noviembre de 1972) es un deportista italiano que compitió en esgrima, especialista en la modalidad de sable.
Participó en cinco Juegos Olímpicos de Verano, entre los años 1996 y 2012, obteniendo en total cuatro medallas en la prueba por equipos, bronce en Atlanta 1996 (junto con Raffaello Caserta y Antonio Terenzi), plata en Atenas 2004 (con Aldo Montano y Giampiero Pastore), bronce en Pekín 2008 (con Aldo Montano, Diego Occhiuzzi y Giampiero Pastore) y bronce en Londres 2012 (con Aldo Montano, Diego Occhiuzzi y Luigi Samele).
Ganó 14 medallas en el Campeonato Mundial de Esgrima entre los años 1995 y 2011, y 13 medallas en el Campeonato Europeo de Esgrima entre los años 1992 y 2011.

## Palmarés internacional
| Juegos Olímpicos   | Juegos Olímpicos            | Juegos Olímpicos  | Juegos Olímpicos  |
| Año                | Lugar                       | Medalla           | Prueba            |
| ------------------ | --------------------------- | ----------------- | ----------------- |
| 1996               | Atlanta (Estados Unidos)    | Medalla de bronce | Sable por equipos |
| 2004               | Atenas (Grecia)             | Medalla de plata  | Sable por equipos |
| 2008               | Pekín (China)               | Medalla de bronce | Sable por equipos |
| 2012               | Londres (Reino Unido)       | Medalla de bronce | Sable por equipos |
| Campeonato Mundial |                             |                   |                   |
| Año                | Lugar                       | Medalla           | Prueba            |
| 1995               | La Haya (Países Bajos)      | Medalla de oro    | Sable por equipos |
| 1995               | La Haya (Países Bajos)      | Medalla de bronce | Sable individual  |
| 1997               | Ciudad del Cabo (Sudáfrica) | Medalla de plata  | Sable individual  |
| 1998               | La Chaux-de-Fonds (Suiza)   | Medalla de oro    | Sable individual  |
| 1999               | Seúl (Corea del Sur)        | Medalla de bronce | Sable individual  |
| 2002               | Lisboa (Portugal)           | Medalla de plata  | Sable por equipos |
| 2002               | Lisboa (Portugal)           | Medalla de bronce | Sable individual  |
| 2005               | Leipzig (Alemania)          | Medalla de plata  | Sable por equipos |
| 2007               | San Petersburgo (Rusia)     | Medalla de bronce | Sable por equipos |
| 2009               | Antalya (Turquía)           | Medalla de plata  | Sable por equipos |
| 2009               | Antalya (Turquía)           | Medalla de bronce | Sable individual  |
| 2010               | París (Francia)             | Medalla de plata  | Sable por equipos |
| 2011               | Catania (Italia)            | Medalla de bronce | Sable individual  |
| 2011               | Catania (Italia)            | Medalla de bronce | Sable por equipos |
| Campeonato Europeo |                             |                   |                   |
| Año                | Lugar                       | Medalla           | Prueba            |
| 1992               | Lisboa (Portugal)           | Medalla de bronce | Sable individual  |
| 1994               | Cracovia (Polonia)          | Medalla de bronce | Sable individual  |
| 1996               | Limoges (Francia)           | Medalla de bronce | Sable individual  |
| 1998               | Plovdiv (Bulgaria)          | Medalla de plata  | Sable individual  |
| 1998               | Plovdiv (Bulgaria)          | Medalla de plata  | Sable por equipos |
| 1999               | Bolzano (Italia)            | Medalla de plata  | Sable individual  |
| 1999               | Bolzano (Italia)            | Medalla de bronce | Sable por equipos |
| 2002               | Moscú (Rusia)               | Medalla de plata  | Sable por equipos |
| 2003               | Bourges (Francia)           | Medalla de plata  | Sable por equipos |
| 2003               | Bourges (Francia)           | Medalla de bronce | Sable individual  |
| 2009               | Plovdiv (Bulgaria)          | Medalla de oro    | Sable por equipos |
| 2010               | Leipzig (Alemania)          | Medalla de oro    | Sable por equipos |
| 2011               | Sheffield (Reino Unido)     | Medalla de oro    | Sable por equipos |